# Bolo lunar nevado

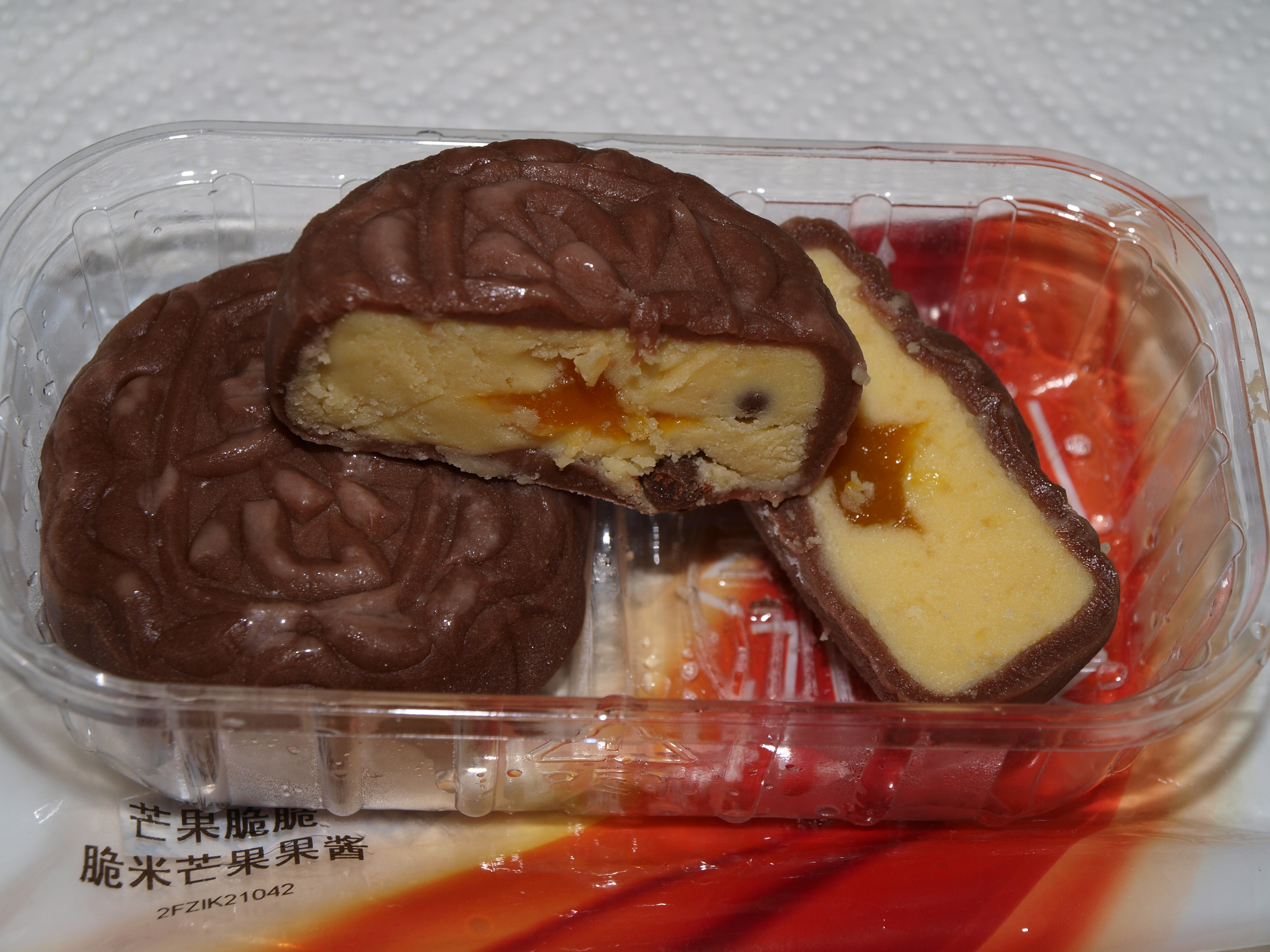
Bolo lunar nevado com recheio de geléia de manga

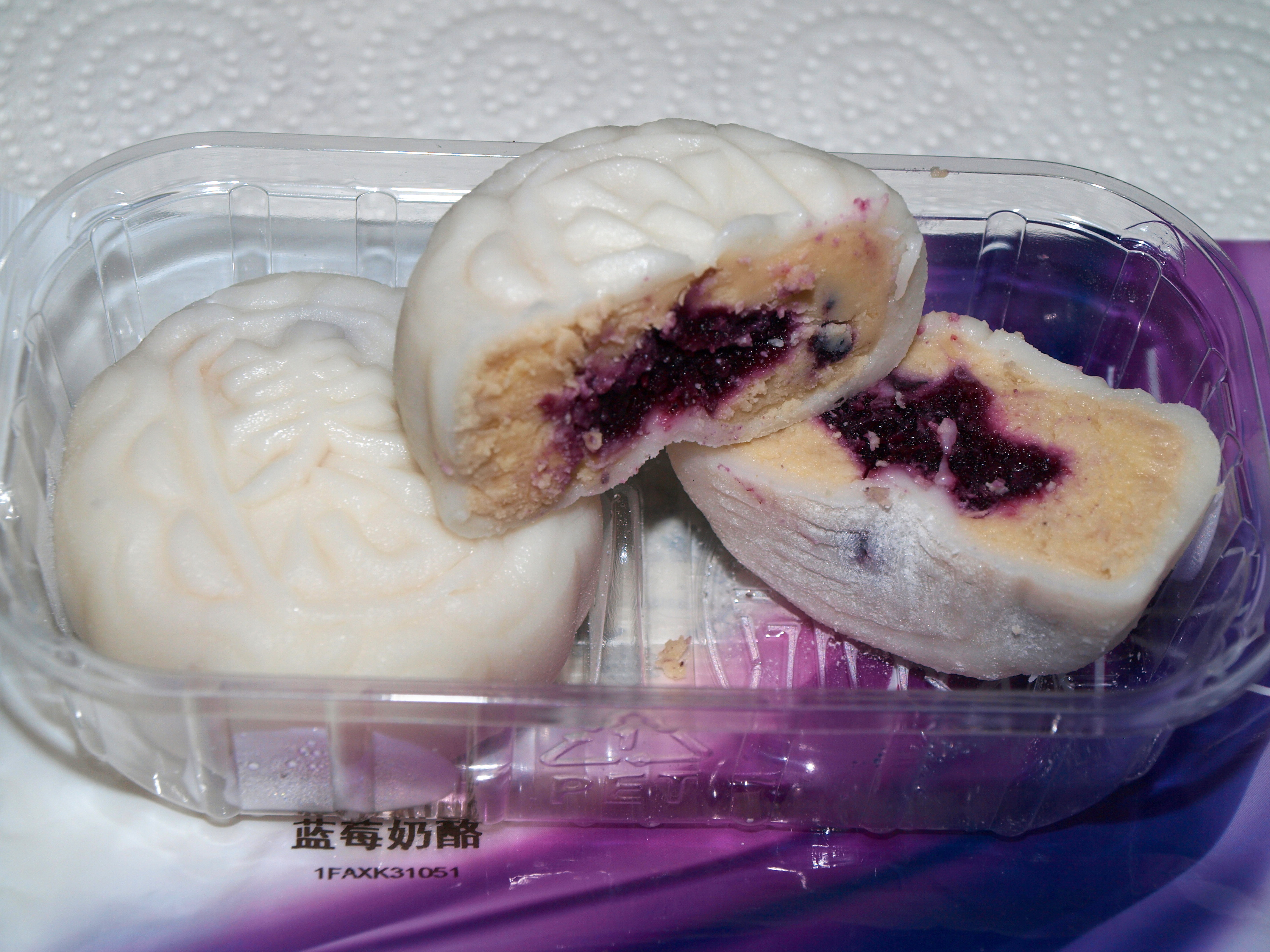
Bolo recheado com queijo e mirtilo

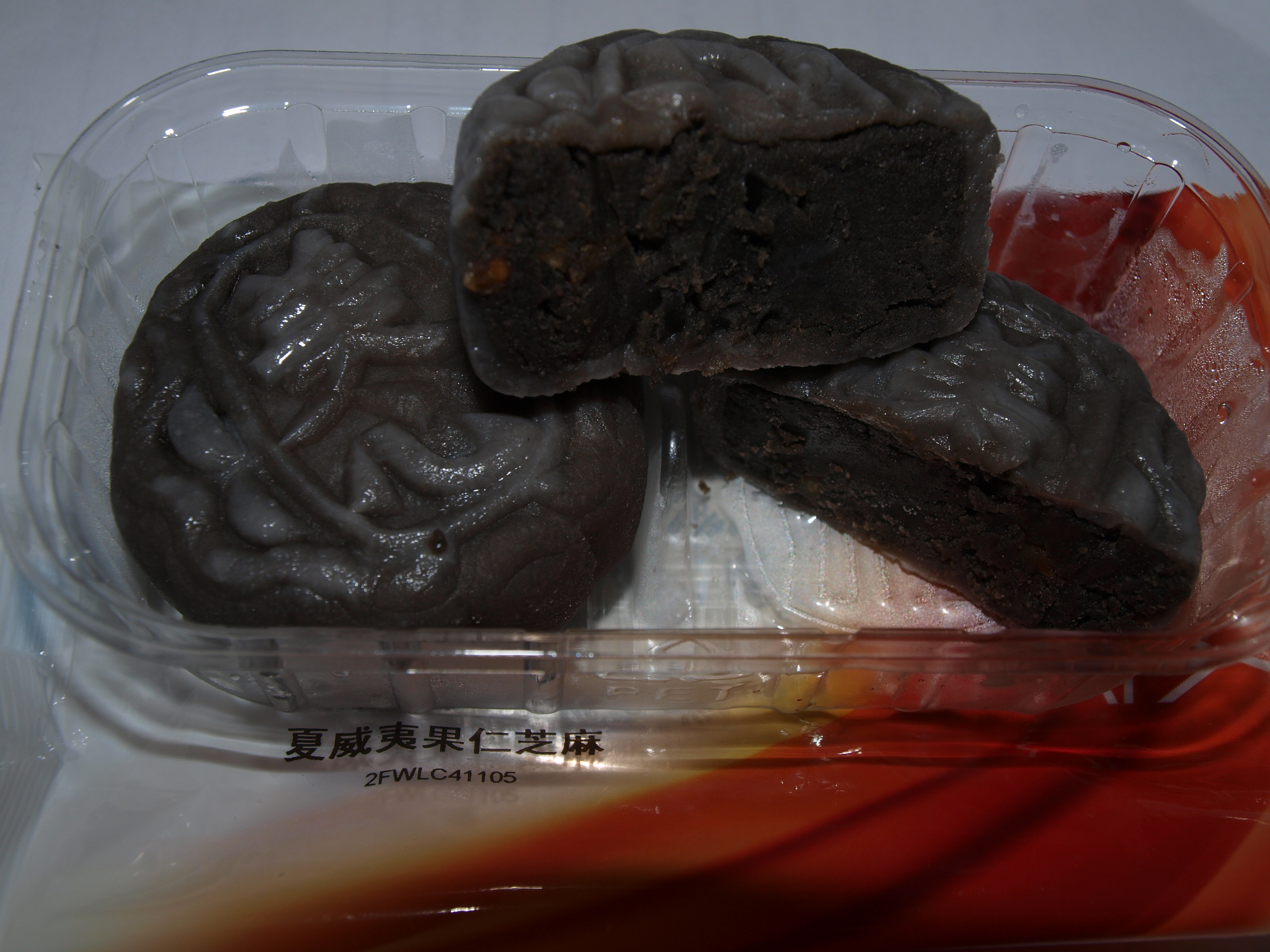
Bolo lunar sabor gergelim preto e nozes

Bolo lunar nevado, também conhecido como bolo da lua de gelo ou bolo da lua cristal é um alimento chinês tradicionalmente servido durante o Festival da Lua. São uma variação não-assada do bolo lunar clássico originária de Hong Kong. Os bolos lunares tradicionais eram feitos com gemas de ovo de pato em conserva para a massa e pasta de semente de lótus no recheio, o que resultava em um alimento com quantidades altas de gordura e açúcar. Assim, foi desenvolvida a receita do bolo nevado por uma padaria de Hong Kong, usando menos gordura e frutas para rechear a fim de criar um bolo lunar menos gorduroso.
O bolo lunar nevado é similar ao sorvete de mochi japonês, já que ambos tem crostas de arroz glutinoso e devem ser mantidos congelados. Devido ao rigor dos requisitos para produção, armazenamento e transporte do alimento, já que ele deve ser refrigerado até a hora de ser consumido, a sua venda na China continental era muito incomum até meados da década de 2000. Hoje em dia, ele pode ser encontrado para venda por toda a China, Macau, Taiwan, Malásia e Singapura.
Apesar de bolos lunares nevados serem feitos e vendidos por padarias tradicionais, estes não são assados em fornos como o bolo original; também se diferem no fato de que devem ser comido gelados, enquanto o bolo lunar clássico é servido em temperatura ambiente.

## Origem do nome
O nome "nevado" vem da crosta do bolo, que é feita de arroz glutinoso congelado, e é de cor branca. No entanto, os bolos podem ter outras cores, devido aos sabores adicionados em suas crostas, como chocolate, morango e chá verde.

## Recheios
Os bolos lunares tradicionais geralmente são recheados com pasta de semente de lótus ou pasta de feijão vermelho, enquanto os bolos lunares nevados podem ser recheados com uma variedade de coisas, tais como frutas - mais comumente morango, durio, manga, geléias, chocolate, café, queijo e outros recheios cremosos e aromatizados.

## Armazenamento
Os bolos são geralmente embalados em sacos plásticos, individualmente ou em duplas. Por não serem cozidos, eles devem ser refrigerados e podem ser armazenados em congelador por algumas semanas. Eles normalmente são descongelados por algumas horas na geladeira, em temperatura mais alta que a do congelador, antes de servir, para que fiquem macios. Depois de descongelados, devem ser consumidos dentro de 2 horas.